# 戻れないんだよ
「戻れないんだよ」（もどれないんだよ）は、2020年8月26日に発売された鳥羽一郎のシングル。

## 収録曲
1. 戻れないんだよ (4分46秒)
  - 作詞：かず翼、作曲：徳久広司、編曲：南郷達也
2. 北のれん (4分14秒)
  - 作詞：本橋夏蘭、作曲：大谷明裕、編曲：竹内弘一
3. 戻れないんだよ（オリジナル・カラオケ）
4. 北のれん（オリジナル・カラオケ）